# 彰武県
彰武県（しょうぶ-けん）は中華人民共和国遼寧省阜新市に位置する県。
県内には中国で極めて少ない「山」姓が彰武県と安徽省渦陽県に約2,000人居住している。彼らは、金と戦った南宋の将軍岳飛の末裔で、金との和平派の奸臣秦檜の迫害から逃れる為、岳姓を山姓に改姓したと伝わる。

## 地理
彰武県は遼寧省西部に位置する。

## 歴史
1902年（光緒28年）、清朝により設置された。

## 行政区画
21鎮、1民族鎮、1郷、1民族郷を管轄する。
- 鎮：彰武鎮、哈爾套鎮、章古台鎮、五峰鎮、馮家鎮、後新秋鎮、東六家子鎮、阿爾郷鎮、前福興地鎮、双廟鎮、大四家子鎮、葦子溝鎮、興隆山鎮、満堂紅鎮、四合城鎮、両家子鎮、平安鎮、四堡子鎮、西六家子鎮、大徳鎮、興隆堡鎮
- 民族鎮：大冷モンゴル族鎮
- 郷：豊田郷
- 民族郷：二道河子モンゴル族郷

阿爾郷鎮は、内モンゴル自治区に隣接した地域で、年間の降水量こそ300mmであるが、砂漠からの乾いた季節風が強く吹き、年間蒸発量が2,200mmの乾燥した土地で、砂漠化が70年前から始まり、近年拡大の傾向にある。これは、生活の為に行う馬や羊の放牧がより拍車をかけている。阿爾郷鎮全体の37％が砂漠化している。現在日本の無償援助により砂漠化した土地に防砂林を植樹している。また、砂漠の中に原生林のオアシスが残されていて、観光地となっている（大青溝自然保護区）。

## 交通

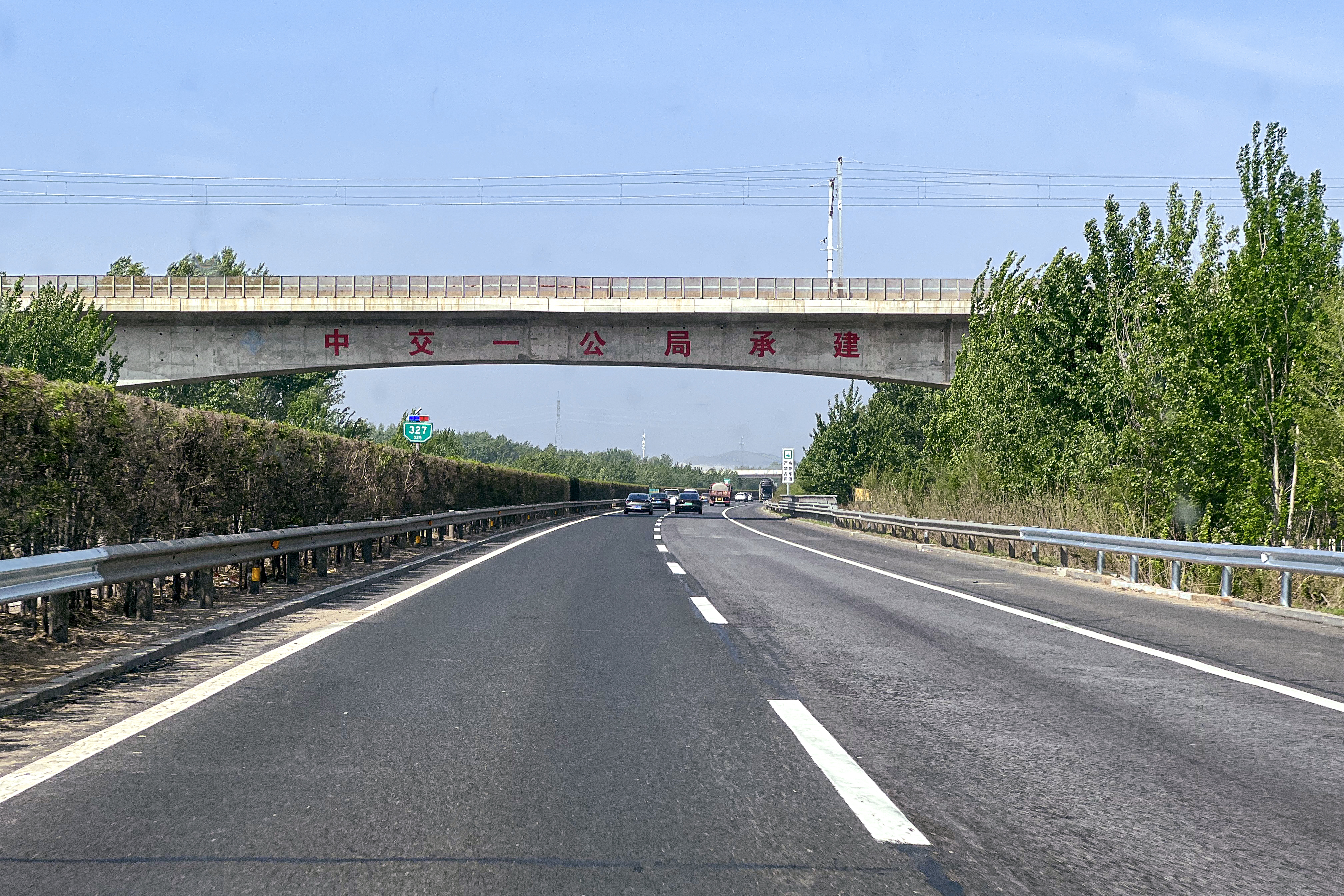
新通旅客専用線と交差する長深高速道路

### 鉄道
- 中国国家鉄路集団
  - 彰武駅：新通旅客専用線（中国語版）、大鄭線の接続駅

### 道路
- 高速道路
  -  長深高速道路
  -  新魯高速道路（中国語版）
- 国道
  -  G101国道
  -  G304国道
  -  G505国道（中国語版）